# Chanel West Coast
Chanel West Coast (настоящее имя Челси Шанель Дадли; род. 1 сентября 1988 года)  — американская рэп-исполнительница, актриса, модель и телеведущая. Получила известность благодаря участию в реалити-шоу канала MTV «Фабрика фантазий Роба Дирдека» и  «Ррржжжжака».

## Ранняя жизнь
Шанель родилась в Лос-Анджелесе, штат Калифорния, и жила между Северным Голливудом с матерью и Нью-Йорком с отцом, имеющим русское происхождение. Отец Шанель был диджеем, и брал маленькую Шанель с собой на работу в ночные клубы. В детстве брала уроки пения и танцев.

## Фильмография
| Год       |    | Русское название    | Оригинальное название       | Роль                 |
| --------- | -- | ------------------- | --------------------------- | -------------------- |
| 2011      | с  | Достоинство Бергера | The Hard Times of RJ Berger | Шейла                |
| 2012      | с  | —                   | Hollywood Saturday Night    | приглашённая ведущая |
| 2012—2015 | мс | —                   | Wild Grinders               | Флипз                |
| 2013      | с  | —                   | How to Bake It in Hollywood | гостья-знаменитость  |
| 2016      | с  | —                   | The Playboy Morning Show    | н/д                  |
| 2017      | с  | —                   | Convenience Store Sessions  | н/д                  |